# Уралець НТ
«Уралець НТ»(рос. Футбольный клуб «Уралец-НТ» (Нижний Тагил)) — аматорський російський футбольний клуб з Нижній Тагіл. Заснований у 1939 році. У сезоні 2006 року в після 8-го туру знявся зі змагань Другого дивізіону через фінансові проблем і був розформований, проте знову був відроджений в сезоні 2011-2012 років в Першості Росії серед ЛФК.

## Хронологія назв
- 1946—1949 — «Дзержинець»
- 1958—1961 — «Металург»
- 1962—2006 — «Уралець»
- з 2011 — «Уралець НТ»

## Історія
З моменту заснування ФК «Уралець» базувався на однойменному місцевому стадіоні. Перша поява команди з невеликого індустріального міста Свердловської області в чемпіонаті країни було зафіксовано в 1947 році. Тоді клуб, який має назву «Дзержинець», виступав у 2 групі, де провів три сезони. Потім, протягом 8 років, тагільчани проводили матчі лише в чемпіонатах РРФСР.
Після зміни назви команди на «Металург» відбулося повернення в клас «Б» у 1958 році. У 1960 і 1964 роках команда вигравала зональні турніри, що дозволило їй пройти в фінали РРФСР, де спочатку в 60-му році тагільчани в фіналі посіли 4-те місце (з 5-ти команд), а через 4 роки — 6-те місце (з 6 команд). У 1962 році команді повернули її початкову назву «Уралець».

Логотип клубу в 1992-2006 роках

З 1971 по 1991 роки «Уралець» брав участь у змаганнях серед команд другої ліги СРСР. Кращим результатом команди стала перемога в зональному турнірі (1975 г.). Однак у півфіналі команда посіла шосте місце з шести команд. В останньому чемпіонаті СРСР «Уралець» посів 3-тє місце в 2-й нижчій лізі.
За час виступів у першості Росії «Уралец» через постійні змін в структурі змагань встиг спробувати сили одразу в трьох лігах: Першій, Другій та Третій. У сезоні 2006 року «Уралець» стартував у зоні «Урал-Поволжя» другого дивізіону, однак після 8 туру знявся через фінансові проблеми.
У 2011 році клуб відроджений під назвою «Уралецб НТ», з цього часу команда виступає в 3 лізі, зоні «Урал-Західний Сибір».

## Досягнення
- Друга ліга чемпіонату СРСР, зона «Урал»
  -  Чемпіон (3): 1960, 1964, 1975

- Суперкубок Третього дивізіону, зона «Урал та Західний Сибір»
  -  Фіналіст (1): 2015

- Чемпіонат Свердловської області
  -  Чемпіон (1): 1957

- Кубок Свердловської області
  -  Володар (3): 1950, 1951, 1954

### Найвищі досягнення
- Перша ліга чемпіонату Росії
  - 8-ме місце (1): 1992

- Кубок Росії
  - 1/16 фіналу (2): 1992/93, 1994/95

## Відомі гравці та вихованці
- Ігор Бахтін
- Сергій Булатов
- Олег Веретенніков
- / Сергій Волгін
- Дмитро Гаєвий
- Максим Канунніков
- Юрій Коломиц
- Павло Мазурін
- Юрій Матвєєв
- Михайло Осінов
- Сергій Передня
- Віталій Трофименко
- / Дмитро Устюжанінов
- / Микола Цветков — понад 430 матчів
- Владислав Шаяхметов
- Олег Шатов
- Темурі Маргошія